# Freischule
Freischule war die Bezeichnung für eine Armenschule, in der Kinder aus mittellosen Familien unentgeltlich („frei“) unterrichtet wurden. Freischulen wurden von wohltätigen Stiftungen, staatlichen, städtischen oder kirchlichen Trägern unterhalten. Es gab sie in größeren Orten mit einer höheren Zahl armer Kinder, während in kleinen Gemeinden solche Kinder die allgemeine Schule besuchten und das Schulgeld von der Gemeinde getragen wurde. Freischulen, die nicht von kirchlichen Trägern betrieben wurden, wurden oft als Simultanschulen geführt. Häufig verbanden sie elementaren Unterricht mit „nützlicher Beschäftigung“, das heißt Arbeit.
Bekannte Freischulen in Deutschland waren:
- die Freischule der Franckeschen Stiftungen in Halle (1695–1897)
- die Ratsfreischule in Leipzig (seit 1792)
- die Jenisch’sche Freischule in Lübeck (1803–1923)

Häufig tritt die Bezeichnung bei jüdischen Schulen auf. Ab dem Ende des 18. Jahrhunderts lösten in Deutschland Freischulen vielfach die traditionellen Chadarim ab.
Bekannte jüdische Freischulen waren:
- Jüdische Freischule Berlin
- Israelitische Freischule, Hamburg
- Samson-Schule, Wolfenbüttel
- Jacobsonschule, Seesen